# Mnasra
Mnasra (franska: Mnasra (CR), Mnasra (Commune Rurale), arabiska: حدادة) är en kommun i Marocko.   Den ligger i provinsen Kénitra och regionen Rabat-Salé-Kénitra, i den norra delen av landet, 50 km nordost om huvudstaden Rabat. Antalet invånare är 29 351.